# Salina banksi
Salina banksi är en urinsektsart som beskrevs av Macgillivray 1894. Salina banksi ingår i släktet Salina och familjen Paronellidae. Inga underarter finns listade i Catalogue of Life.